# Giovanni Fraccia
Giovanni Fraccia (Palermo, 1824 – Cagliari, 3 gennaio 1892) è stato un archeologo e numismatico italiano.

## Biografia
Si dedicò da giovane allo studio delle antichità e si occupò principalmente di quelle della Sicilia.
Ottenne vari incarichi governativi in scavi e altre attività legate ai monumenti antichi. Dal 1870 al 1873 fu direttore del Museo di Palermo e nel 1879 divenne direttore del Museo di Cagliari.
L'attività numismatica è tutta legata alle monete antiche della Sicilia. I vari saggi furono poi riuniti col titolo Antiche monete Siciliane pubblicate pel primo dal Cav. Giovanni Fraccia, pubblicati a Roma nel periodico Il Buonarroti nel 1889-1890.

## Pubblicazioni
- Egesta e i suoi monumenti. Lavoro storico-archeologico, 1859
- Preventiva sposizione di taluni monumenti segestani inediti, 1861
- Ricerche ed osservazioni ultimamente fatte in Segesta, 1865
- Il trittico Malvagna del R. Museo di Palermo..., 1871
- Su due contromarche in monete romane..., 1889
- Al chiarissimo Cav. F. Gnecchi..., in Rivista italiana di numismatica, 1890